# ČSD-Baureihe ES 499.0
Die Lokomotiven der ČSD-Baureihe ES 499.0 (ab 1988: Baureihe 350) sind elektrische Zweisystemlokomotiven der einstigen Tschechoslowakischen Staatsbahn (ČSD). Sie sind sowohl im mit 3 kV Gleichspannung elektrifizierten Netz im Norden und Osten wie auch auf den mit 25 kV Wechselspannung versorgten Strecken im Westen und Süden der ehemaligen Tschechoslowakei einsetzbar, wodurch ein Lokomotivwechsel an den Systemtrennstellen entfallen konnte.
Mit dem Fahrplanwechsel Mitte Dezember 2023 wurden die Einsätze in Tschechien und Ungarn beendet.

## Geschichte
Entstanden waren die Lokomotiven in der zweiten Hälfte der 1960er Jahre, weil sich zu dieser Zeit die beiden elektrischen Teilnetze – zum einen 3 kV Gleich-, zum anderen 25 kV Wechselspannung – einander näherten und man sich Gedanken über die Betriebsabwicklung bei den Systemtrennstellen machen musste. Man rechnete seinerzeit innerhalb des tschechoslowakischen Eisenbahnnetzes mit etwa zehn Systemtrennstellen. Ein Betrieb mit Einsystemmaschinen und Umspannen hätte nicht nur die Fahrzeiten verlängert, sondern zusätzlich die Einrichtung aufwändiger Systemwechselbahnhöfe erfordert. Die Fahrzeitverlängerung betraf besonders die schweren Schnellzüge zwischen Prag und Bratislava. In Kutná Hora, wo Schnellzüge normalerweise nicht hielten, lag der erste Systemwechselbahnhof, und dort musste bis dahin umgespannt werden. Dies war die Basis für die Forderung nach einer neuen Lokomotive, mit deren Entwicklung 1969 Škoda in Plzeň beauftragt wurde. Gefordert wurde eine leistungsfähige und schnelle Lokomotive für Geschwindigkeiten bis 160 km/h für den hochwertigen, schweren Reiseverkehr der ČSD.

## Prototypen

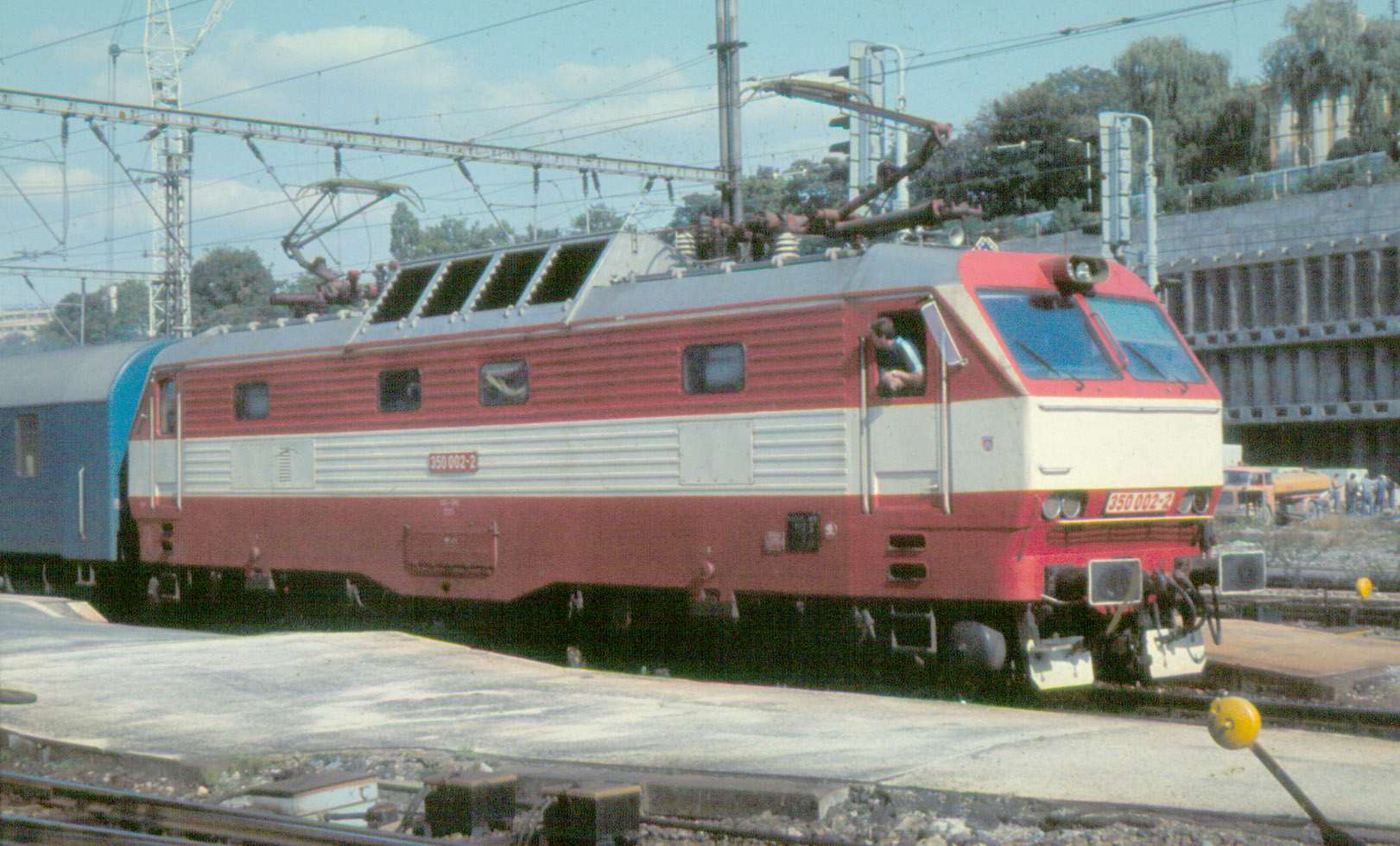
Die 350 002 in Prag, 1992

Der erste Prototyp, bezeichnet als ES 499.0001, wurde Mitte des Jahres 1973 gebaut. Nach der Prüfung beim Herstellerwerk begannen Versuchsfahrten auf dem Eisenbahnversuchsring Velim mit der ersten technischen Sicherheitsprüfung, bei der auch unter beiden Spannungen eine Geschwindigkeit von 180 km/h erreicht wurde. Danach wurde die Lokomotive für die Erprobung der Systemumschaltung nach Kutná Hora gebracht. Ab dem 9. April 1974 bespannte die Maschine mit einem Messwagen den Expresszug Slovenská strela von Bratislava nach Prag und zurück.
Am 16. Mai 1974 vollzog die Lokomotive die zweite technischen Sicherheitsprüfung auf dem Eisenbahnversuchsring Velim. Sie erreichte bei Rekordfahrten eine Geschwindigkeit von 219 km/h. Danach kehrte sie in das Lokdepot Bratislava zum regelmäßigen Betrieb zurück. In den Bestand der ČSD gelangte die Lokomotive am 28. Dezember 1974. Sie wurde im Depot Bratislava beheimatet.
Der zweite Prototyp ES 499.0002 wurde Ende 1974 ausgeliefert. Nach der Prüfung auf dem Eisenbahnversuchsring Velim mit Geschwindigkeiten von 176 km/h wurde sie im Februar 1975 ebenfalls im Lokdepot Bratislava beheimatet. Beide Prototypen wurden anfangs lediglich auf der Relation Bratislava–Prag eingesetzt und der Einsatz beschränkte sich auf den Expresszug Slovenská strela, den beide Maschinen abwechselnd bespannten. Fahrten nach Štúrovo waren die Ausnahme. Durch den Einsatz der Zweisystemlokomotiven bedurfte es der dringenden Unterweisung der Dispatcher über die geänderten Einsatzbedingungen. Auch musste der Dispatcher in Bratislava dem in Prag und umgekehrt bei jeder Fahrt die Bespannung des Zuges mitteilen, damit dieser bei einem eventuellen Einsatz einer Einsystemlokomotive in Kutná Hora eine Lokomotive zum Umspannen organisieren konnte. Technisch mögliche Einsätze der Lokomotiven nach Ungarn waren seinerzeit nicht zugelassen.
Beide Prototypen hatten anfangs eine Einschränkung ihres Einsatzes bei Lz-Fahrten. Wegen nicht ausreichender Bremshundertstel unterlagen die Lokomotiven in diesem Fall einer Geschwindigkeitsbegrenzung. Daher wurden anfangs Überführungsfahrten mit einem Zug oder einer Lokomotive einer anderen Baureihe durchgeführt. Diese Einschränkungen endeten erst nach der Angleichung der Prototypen an die Serienmaschinen.

## Serienlokomotiven

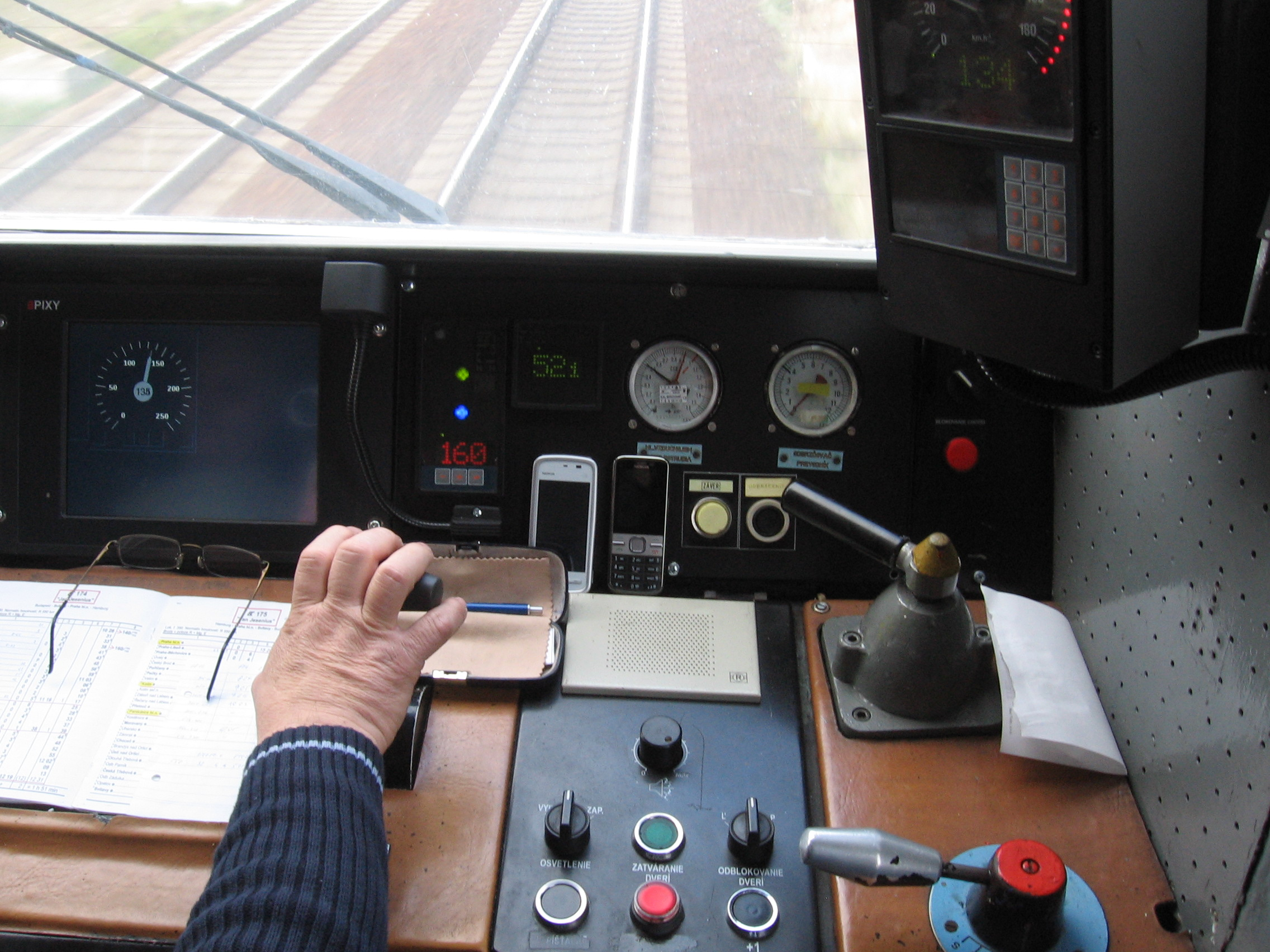
Unifizierter Führerstand der 350 019

Der Serienbau der Lokomotiven der Reihe ES 499.0 erfolgte bei Škoda im Jahr 1975. Nach den technischen Sicherheitsprüfungen auf der Strecke Bratislava–Sládkovičovo im Wechselspannungs- und Kolin–Úvaly oder Kolin–Český Brod im Gleichspannungsnetz wurden die 18 Serienlokomotiven ebenfalls im Lokdepot Bratislava beheimatet. Ab dem 4. Dezember 1975 konnten die Lokomotiven auch bis Budapest verkehren. Die letztausgelieferte Lokomotive, die ES 499.0020, unterschied sich von den ursprünglichen Lokomotiven von Anfang an durch einen neuen, sogenannten unifizierten Lokführerstand, der heute Standard bei allen Lokomotiven dieser Reihe und bei anderen Neubaulokomotiven ist.

## Technische Beschreibung

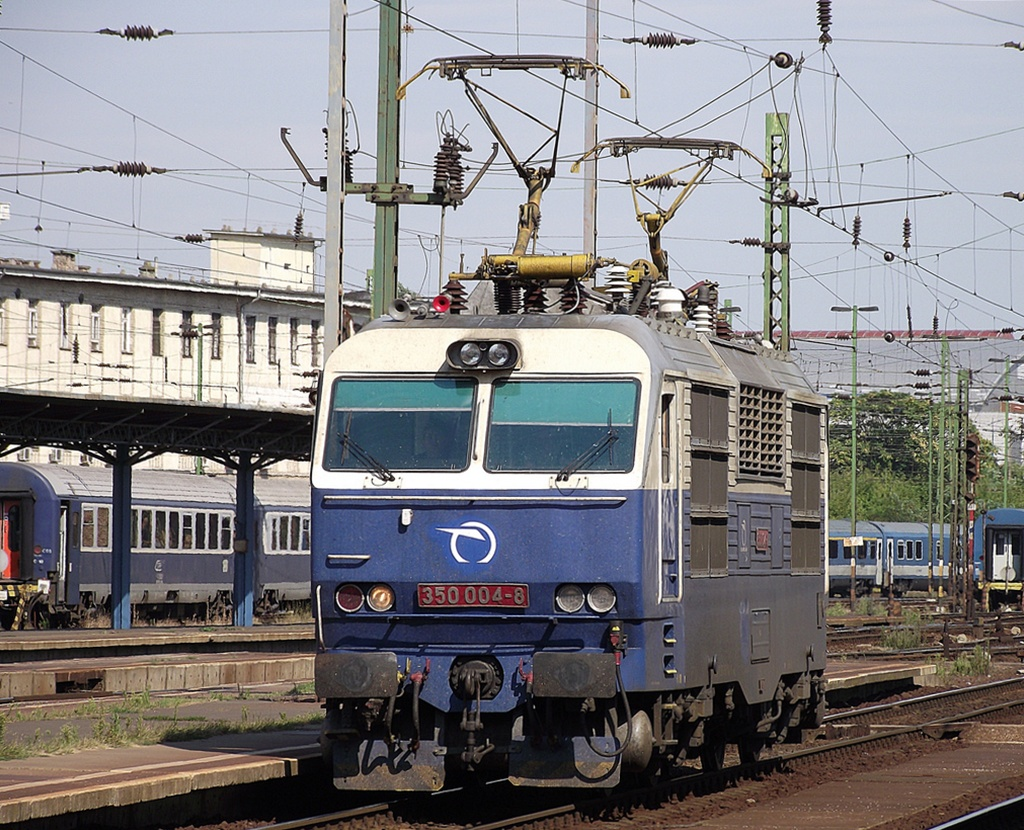
Die 350 004 in der Ursprungslackierung

Die Lokomotiven waren zu ihrer Zeit die stärksten vierachsigen Mehrsystemlokomotiven der Welt und die schnellsten Lokomotiven der Tschechoslowakischen Staatsbahn. Leistungsmäßig konnte sie damals lediglich von der französischen CC 21000 überboten werden, diese Lok war allerdings sechsachsig.
Die Lok ist eine Kastenlokomotive mit zwei Führerständen an den Enden. In einer Seitenwand gibt es vier rechteckige Maschinenraumfenster, auf der anderen Seite Jalousien als Lufteinlauf für die Belüftung der Fahrmotoren vorhanden. Bodenrahmen und Kasten bilden eine selbsttragende Schweißkonstruktion. Die Lokomotive stützt sich in vier Punkten auf zwei zweiachsigen Drehgestellen ab. Deren Konstruktion war bei der Lokomotive E 469.3030 getestet worden. Der Antrieb erfolgt einseitig mit Škoda-Hohlwellenantrieben. Die Gleichstromfahrmotoren sind über eine Drehmomentstütze mit den Drehgestellrahmen verbunden. Die Drehgestelle sind zweistufig mit Stahlschraubenfedern abgefedert und mit hydraulischen Schwingungsdämpfern ausgerüstet. Die Räder sind als Speichenräder mit zwölf Speichen ausgeführt. Die Achsen bestanden ursprünglich als Vollmaterial, nach der Modernisierung erhielten die Maschinen hohle Achswellen. Jeweils ein Rad eines Drehgestells konnte in Fahrtrichtung besandet werden.
Elektrisch gesehen ist die Lokomotive eine klassische Gleichstrommaschine mit zusätzlichem Transformator und Siliziumdioden sowie Glättungsdrosseln für den Betrieb im Wechselstromnetz. Die Fahrdrahtspannung wird mit zwei identischen Einholmstromabnehmern, die je nach Stromsystem einen variablen Anpressdruck entwickeln, abgenommen. Der Transformator, der unter dem Rahmen zwischen den Drehgestellen gelagert ist, hat die Typenbezeichnung ELH 7060-53 und ist ölgekühlt. Die Leistungsregulierung erfolgte ursprünglich durch eine Widerstandssteuerung. Die Škoda-Lokomotiven wurden von einigen Fachleuten als eher altertümlich bezeichnet. Allerdings hatte der Hersteller gleichzeitig Exportverpflichtungen zu erfüllen und musste sich demzufolge auf ausgereifte, zuverlässige Konstruktionen verlassen.
Ab dem Jahr 1997 wurden die Lokomotiven modernisiert. Die Steuerung erfolgt seitdem über einen Geschwindigkeitsregler und einen Zug- und Bremskraftregler. Das übernimmt seither das Fahrt- und Diagnostiksystem MIREL. Die Dauerleistung von 4000 kW ermöglicht es, 650-t-Schnellzüge in der Ebene mit 160 km/h und auf einer Steigung von 10 ‰ noch mit 105 km/h zu befördern.
Auch äußerlich sind die Lokomotiven elegante Konstruktionen. Dies wirkt besonders durch die kompakte Form, die abgeschrägte Vorderfront im Bereich der Führerstandsfenster, der Form der Scheinwerfer und der Einholmstromabnehmer. Dazu wirkte auch die Lackierung, die sich von den Einsystemlokomotiven durch die mehrheitlich angewendete blau-weiße Färbung unterschied. Einige Fahrzeuge waren auch rot-weiß-rot lackiert. Vom Betriebsdienst bekamen die Lokomotiven den Spitznamen Gorila verliehen. Nach der Modernisierung, die neben der Änderung der elektrischen Einrichtung auch die Ausrüstung mit neuen Sicherheitsfrontscheiben umfasste, wurden einige Lokomotiven an das aktuelle Farbschema der ZSSK angepasst, wobei der untere Teil des Lokkastens bis zu den Scheinwerfern in weiß, der obere Teil in rot und das Dach in grau ausgeführt wurde.
Von den Lokomotiven dieser Baureihe wurden die reinen Gleichstromlokomotiven der Reihe E 499.2, seit 1988 Reihe 150, abgeleitet. Äußerlich sind sie nur durch den abweichenden Anstrich zu unterscheiden. Diese Lokomotiven verblieben bei der Trennung in Tschechien.

## Einsatz

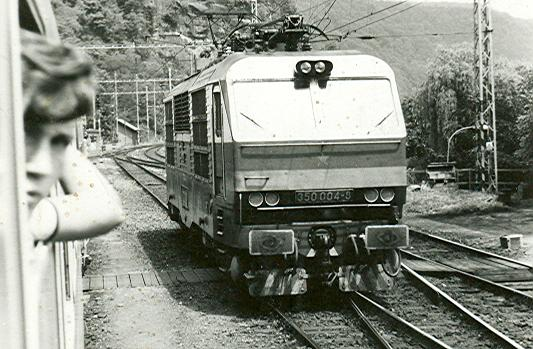
Die 350 004 nach der Ankunft im Bahnhof Děčín nach sieben Stunden Fahrt vor einem Expresszug aus Ungarn

Ihr Einsatzgebiet war die Beförderung von Schnellzügen auf den Strecken mit Systemtrennstellen. Dabei oblag ihnen ab Ende der 1970er Jahre die Beförderung der schweren Expresszüge wie den Balt-Orient-Express und den Pannonia-Express, teilweise in Langläufen zwischen Budapest und Děčín hl. n. mit bis zu 13 Schnellzugwagen.
Der erfolgreiche Einsatz in der Praxis führte zur Entwicklung der Universallokomotiven der Reihe ES 499.1 (heute Baureihe 363) und der auch in Deutschland einsetzbaren der Reihe 372.
Die Lokomotiven gelangten alle zu den slowakischen ŽSR und danach zur ZSSK, wo 18 Lokomotiven bis heute im Einsatz sind. Ausgemustert sind die ES 499.0010 und 0009 jeweils nach Unfällen. Die ES 499.0010 entgleiste bereits 1977 bei einer Fahrt vor dem »Meridian« im Bahnhof Bratislava hlavná stanica und wurde so schwer beschädigt, dass sie zwei Jahre später ausgemustert werden musste. Das gleiche Schicksal erlebte die ES 499.0009 am 10. November 1989, die vor dem Balt-Orient-Express im Bahnhof Nové Kopisty auf einen Personenzug, bestehend aus einer Einheit der Reihe 460, auffuhr. Dabei wurden die Lokomotive und drei Wagen des Personenzuges zerstört.
Die Lokomotiven waren bis 2014 die Regelbespannung der EuroCity-Züge auf der Linie Praha – Břeclav – Bratislava – Budapest, auch bei Zugläufen, die die Slowakei nicht berühren (Praha – Břeclav mit Lokwechsel nach Wien). Seit dem Fahrplanwechsel 2014 werden die Lokomotiven auf diesen Relationen schrittweise durch die neue Reihe 380 ersetzt.
Für die Nutzung der Höchstgeschwindigkeit von 160 km/h mit den IC-Zügen Bratislava–Žilina–Košice wurde etwa die Hälfte der Lokomotiven mit ETCS-Fahrzeuggeräten ausgerüstet.
Zum Stand Mai 2024 gelten noch elf Lokomotiven einsatzfähig, die restlichen Fahrzeuge gelten als Ersatzteilspender für die mit ETCS ausgerüsteten Lokomotiven. Der Einsatz der Maschinen erfolgt zusammen mit den Baureihen 361, 362 und 363 mit Schnellzügen und IC-Zügen auf den Strecken nach Žilina und Košice.